# Чимга
Чимга (груз. ჭიმღა) — село в Грузии, в муниципалитете Душети края Мцхета-Мтианети. 

## География
Село расположено в северной части края, в 63 километрах по прямой к северу от центра муниципалитета Душети. Высота центра — 2080 метров над уровнем моря.

## Население
По данным переписи населения 2014 года, в селе проживал 1 человек.
| Год  | Население | Мужчины | Женщины |
| ---- | --------- | ------- | ------- |
| 1926 | 74        | 34      | 40      |
| 2002 | 5         | 1       | 4       |
| 2014 | 1         | 1       | 0       |